# Sybil Connolly
Sybil Connolly (Swansea, 24 gennaio 1921 – Dublino, 6 maggio 1998) è stata una stilista irlandese.

## Biografia
Nasce a Swansea, nel Galles e si trasferisce giovanissima in Irlanda dove frequenta un collegio cattolico. Nel 1938 viene assunta come apprendista dalla Bradley's House di Londra gestita da due fratelli irlandesi. Allo scoppio della guerra torna in Irlanda e trova lavoro nella sartoria di Richard Alan a Dublino dove affina il suo stile ed ha la possibilità di disegnare la sua prima collezione che riscuote un notevole successo in specie presso dei compratori americani.
La sua prima grande sfilata di moda si tenne nel 1953 al Castello di Dunsany. Il fotografo Richard Dormer utilizzò la foto scattata nel cortile interno del castello alla modella Anne Gunning mentre indossa un mantello Kinsale rosso a figura intera sopra l'abito da sera bianco ricamato all'uncinetto, per realizzare la copertina della rivista Life nell'agosto del 1953 sotto la voce "Irish invade fashion world". "E fu un enorme successo", dovuto in parte anche alla fashion editor di Harper's Bazaar l'irlandese Carmel Snow che fin da subito ha creduto in lei. Grazie a quel reportage la sua carriera è decollata rapidamente, soprattutto negli Stati Uniti. Le fotografie di Richard Avedon su Connolly e le sue creazioni furono pubblicate anche su Harper's Bazaar dell'ottobre del 1953. Anche la fashion editor di Vogue USA, l'americana Sally Kirkland la pubblica in copertina, contribuendo al suo successo americano.
Connolly lanciò ufficialmente la sua etichetta di couture nel 1957 quando aveva appena 36 anni.
Tra le sue clienti affezionate annovera Julie Andrews, Elizabeth Taylor e Jacqueline Kennedy. 
I suoi abiti erano semplici e facili da indossare e usava tessuti insoliti, come l'iridescente tweed Donegal. I suoi abiti da sera erano spesso realizzati in lino irlandese non tessuto con sottili pieghe orizzontali.
Nel 2012, i modelli della Connolly hanno suscitato un rinnovato interesse quando l'attrice Gillian Anderson ha indossato un suo abito vintage durante la premiazione dei BAFTA.

## Pubblicazioni
- Connolly, Sybil Irish Hands: The Tradition of Beautiful Crafts, Hearst Books, 1995.